# Сезон ФК Парма 1993—1994
| ФК «Парма» у сезоні 2003/04 | ФК «Парма» у сезоні 2003/04 |
| --------------------------- | --------------------------- |
| Ліга                        | Серія А                     |
| Місце в лізі                | 5-е                         |
| Раунд у Кубку               | Півфінал                    |
| Головний тренер             |                             |
| Президент                   | Калісто Танці               |
| Стадіон                     |                             |
| Капітан                     |                             |
| Найбільше матчів у лізі     |                             |
| Найкращий бомбардир у лізі  | Джанфранко Зола (18)        |

Сезон ФК «Парма» 1993—1994 — сезон футбольного клубу «Парма». У цьому сезоні команда змусила стати на коліна грандів Італії та Європи, здобувши Суперкубок Європи. Їм вдалося повторити успіх попереднього сезону, коли вони стали володарями Кубка кубків, однак вони програли лондонському Арсеналу у фінальному матчі.
Придбання Джанфранко Зола з «Наполі» покращило гру команди. Гравець став найкращи бомбардиром клубу у сезоні та зайняв друге місце у рейтингу бомбардирів

## Склад
| №            | Футболіст            | Дата народження   | Країна   |
| Воротарі     | Воротарі             | Воротарі          | Воротарі |
| ------------ | -------------------- | ----------------- | -------- |
|              | Лука Буччі           | 13 березня 1969   | Італія   |
|              | Марко Балотта        | 3 квітня 1964     | Італія   |
| Захисники    |                      |                   |          |
|              | Антоніо Бенарріво    | 21 серпня 1968    | Італія   |
|              | Луіджі Аполлоні      | 2 травня 1967     | Італія   |
|              | Лоренцо Мінотті      | 8 лютого 1967     | Італія   |
|              | Альберто ді Кьяра    | 29 березня 1964   | Італія   |
|              | Нестор Сенсіні       | 12 жовтня 1966    | Уругвай  |
|              | Жорж Грюн            | 25 січня 1962     | Бельгія  |
|              | Давід Баллері        | 28 березня 1969   | Італія   |
|              | Сальваторе Матрекано | 5 жовтня 1970     | Італія   |
|              | Роберто Малтагліаті  | 7 квітня 1970     | Італія   |
|              | Джанлука Фальсіні    | 2 жовтня 1975     | Італія   |
| Півзахисники |                      |                   |          |
|              | Массімо Кріппа       | 17 травня 1965    | Італія   |
| 29           | Габріеле Пін         | 21 січня 1962     | Італія   |
|              | Фаусто Піцці         | 21 липня 1967     | Італія   |
|              | Томас Бролін         | 29 листопада 1967 | Швеція   |
| 32           | Даніеле Зорато       | 15 листопада 1961 | Італія   |
|              | Роберто Колачоне     | 26 квітня 1974    | Італія   |
| Нападники    |                      |                   |          |
| 11           | Фаустіно Аспрілья    | 10 листопада 1969 | Колумбія |
|              | Джанфранко Зола      | 5 липня 1966      | Італія   |
|              | Джованні Сорце       |                   | Італія   |
|              | Алессандро Меллі     | 11 грудня 1969    | Італія   |

## Найкращі бомбардири
- Джанфранко Зола — 18
- Фаустіно Аспрілья — 8
- Томас Бролін — 5
- Алессандро Меллі — 4